# أكاماتسو نوريمورا
أكاماتسو نوريمورا (باليابانية: 赤松 則村) كان دايميو يابانيًا عاش خلال فترة كاماكورا وبداية فترة موروماتشي في اليابان.
يُعرف نوريمورا أيضًا باسمه الرهباني زِنشو (زِنشو شوسِن - *Zen-shū Shōshin*)، وكان عضوًا في عشيرة أكاماتسو. لعب دورًا مهمًا في دعم أشيكاغا تاكاوجي خلال الثورة ضد شوغونية كاماكورا في ثلاثينيات القرن الرابع عشر، وهو الصراع الذي أسفر في النهاية عن سقوط الشوغونية.
أسس نوريمورا قلعة شيراهاتا في هاريما، التي استخدمها تاكاوجي لاحقًا كقاعدة انطلاق لشن الهجمات على كيوتو في عام 1336.
يُنسب إليه أيضًا تقديم الدعم لبناء معبد إنكاكو-جي، وهو معبد زن شهير في كيوتو.
توفي في 18 يونيو 1350.